# Dorfkirche Petersdorf (Jacobsdorf)
Koordinaten: 52° 21′ 39,1″ N, 14° 20′ 39,6″ O

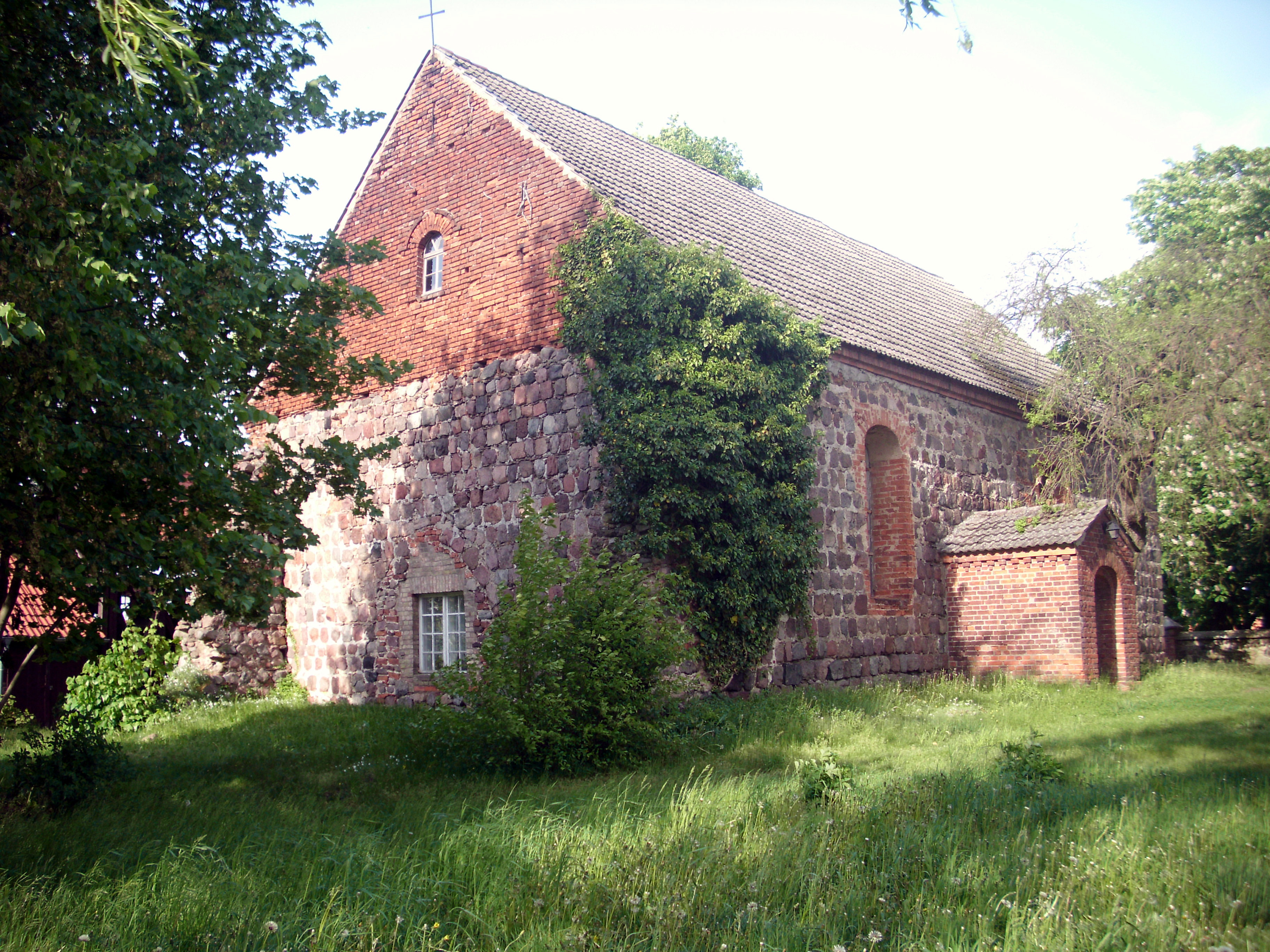
Kirche Petersdorf

Die Dorfkirche in Petersdorf, einem Ortsteil der Gemeinde Jacobsdorf im Landkreis Oder-Spree in Brandenburg, ist eine mittelalterliche Feldsteinkirche. Die Kirche gehört zum Kirchenkreis Oderland-Spree der Evangelischen Kirche Berlin-Brandenburg-schlesische Oberlausitz.

## Geschichte
Ihr Bau aus behauenen Granitquadern lässt ihre Entstehung in der zweiten Hälfte des 13. Jahrhunderts vermuten. Der turmlose Hallenbau wurde während des Dreißigjährigen Krieges erhebliche zerstört und in späteren Jahren wieder aufgebaut. Die Umbauten sind barock. Heute ist das Feldsteinmauerwerk von Kirche und Kirchhofmauer stark reparaturbedürftig.
Ob die Kirche einen Turm aus Stein oder Holz besaß, ist nicht bekannt, jedoch findet sich an der Westseite ein sorgfältig bearbeitetes Spitzbogenportal, das nachträglich vermauert wurde. Auf dem Kirchhof steht ein hölzerner Glockenschauer, der die beiden Glocken trägt. Nach einem Brandanschlag vor einigen Jahren wurde er vollständig repariert. Die denkmalgeschützten Glocken überstanden im Zweiten Weltkrieg die Metallsammlung unbeschadet auf dem Hamburger Glockenfriedhof; es soll einst eine dritte Glocke existiert haben, über deren Verbleib nichts bekannt ist. Die ältere Glocke stammt aus dem 14. bis 15. Jahrhundert, die jüngere aus dem 16. Jahrhundert.
Die Kirche nutzt den Raum unter der Orgelempore als Gemeinderaum.

## Inneneinrichtung

### Kanzel
Im Inneren der Kirche befindet sich eine auffällig verzierte Kanzel aus dem Anfang des 17. Jahrhunderts mit den Figuren der Evangelisten Matthäus, Markus, Lukas und Johannes sowie Christus. Jeder Evangelist ist mit seinem Symbol ausgestattet. Beachtenswert ist die Schnitzerei des Handlaufes.

### Altar und Taufe
Das Bild auf dem Altar aus der Zeit der Spätrenaissance, etwa Mitte des 17. Jahrhunderts stellt das letzte Abendmahl dar, Jesus im Kreis seiner Jünger. Sein ursprünglicher Platz war der bis Ende des 19. Jahrhunderts bestehende Patronatsstuhl.
Vor dem Altar befinden sich zwei Leuchter aus verlötetem Zinnblech mit der Datierung 1678. Die Bibel ist aus der Mitte des 19. Jahrhunderts, der hölzerne Taufständer ist aus der Mitte des 18. Jahrhunderts erhalten geblieben. Er trägt eine Taufschale aus Zinn, gestiftet 1767. Neben dem Datum sind die Initialen des einstigen Stifters M.A.K, eingraviert. Ein aus vergoldetem Silber bestehender barocker Abendmahlskelch ist ebenfalls erhalten.
Vor dem Altar ist eine Grabplatte in den Boden eingelassen, eine Stiftung des Hans Albrecht von Strantz am 2. Oktober 1743 an seine Eltern: Hans George von Strantz, Königlicher Major und Erbherr zu Petersdorf, geb. am 16. November 1659, gest. am 29. Januar 1742 und dessen Ehefrau Louise von Wolfersdorf, geb. im Jahre 1663, gest. am 16. Oktober 1735.

Galerie
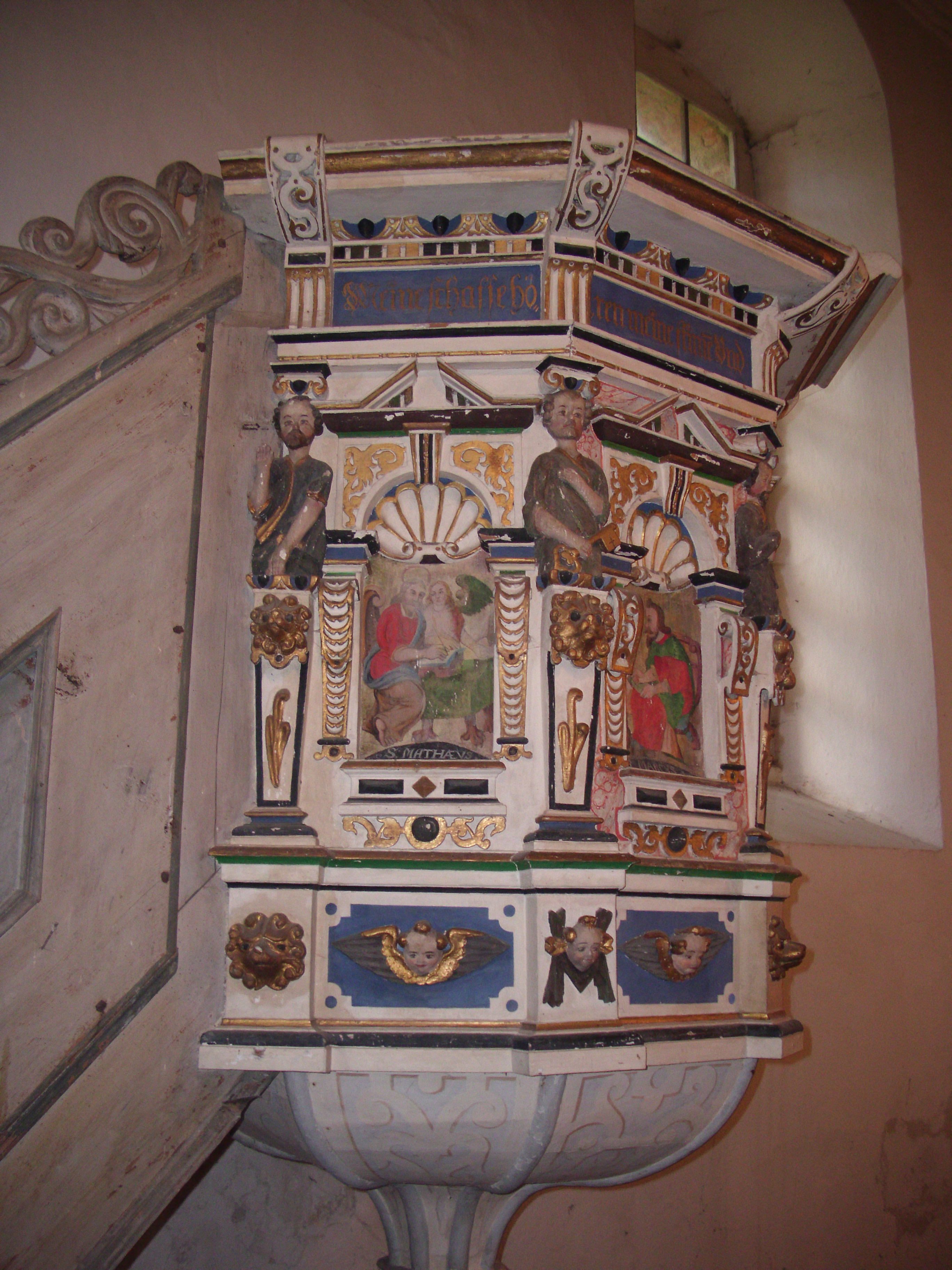
Kanzel
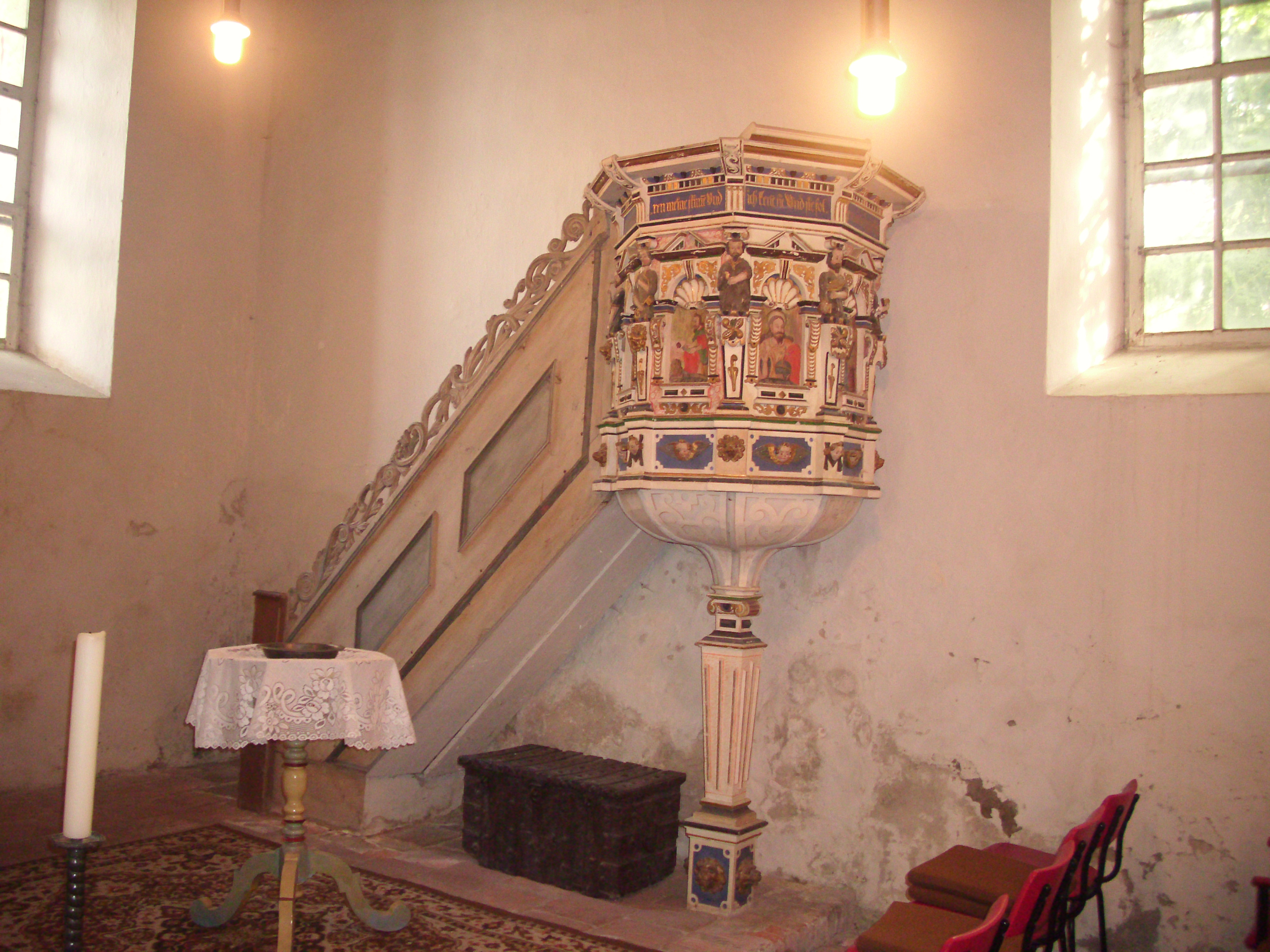
Kanzel, Taufe
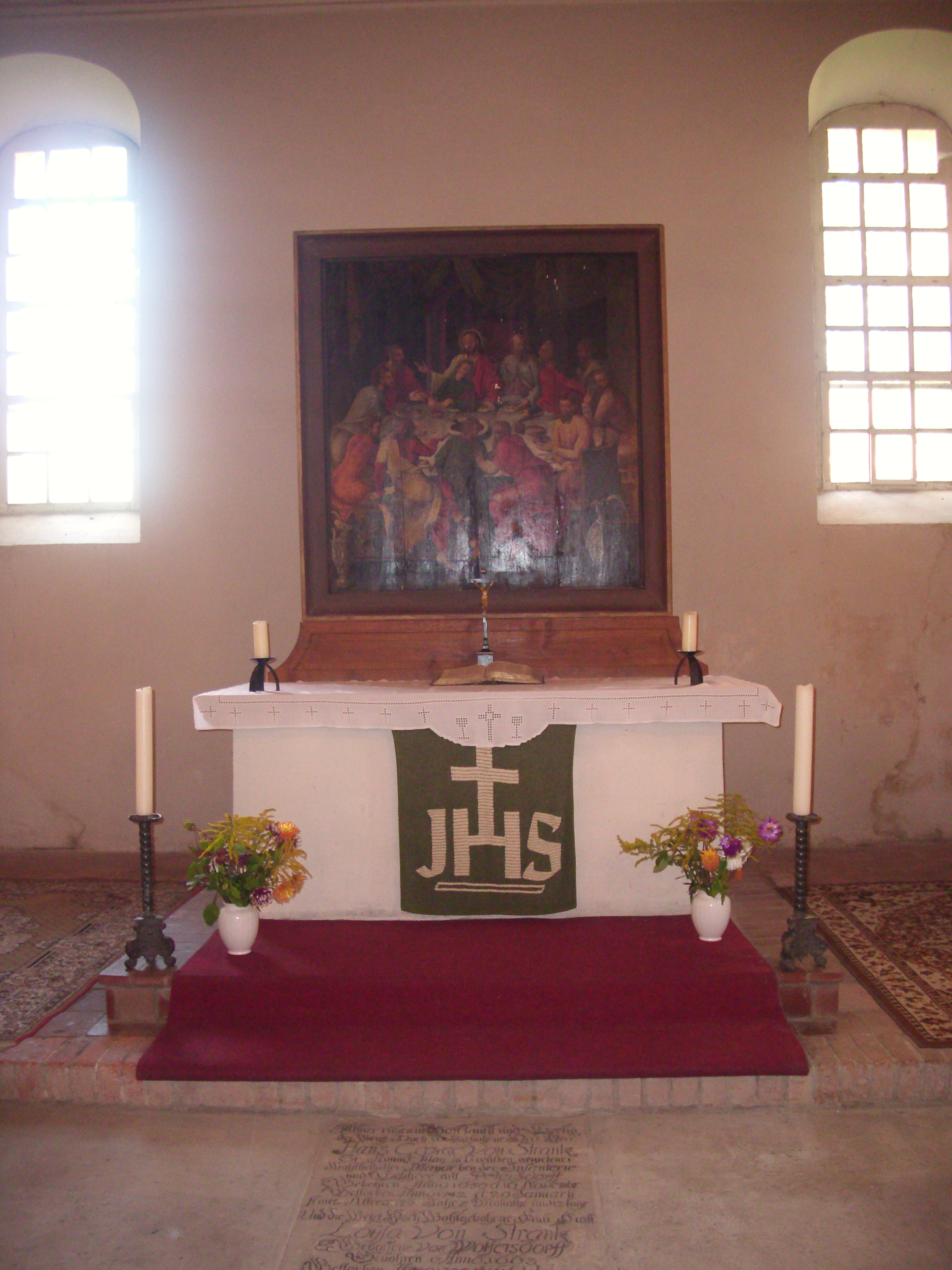
Altarbild
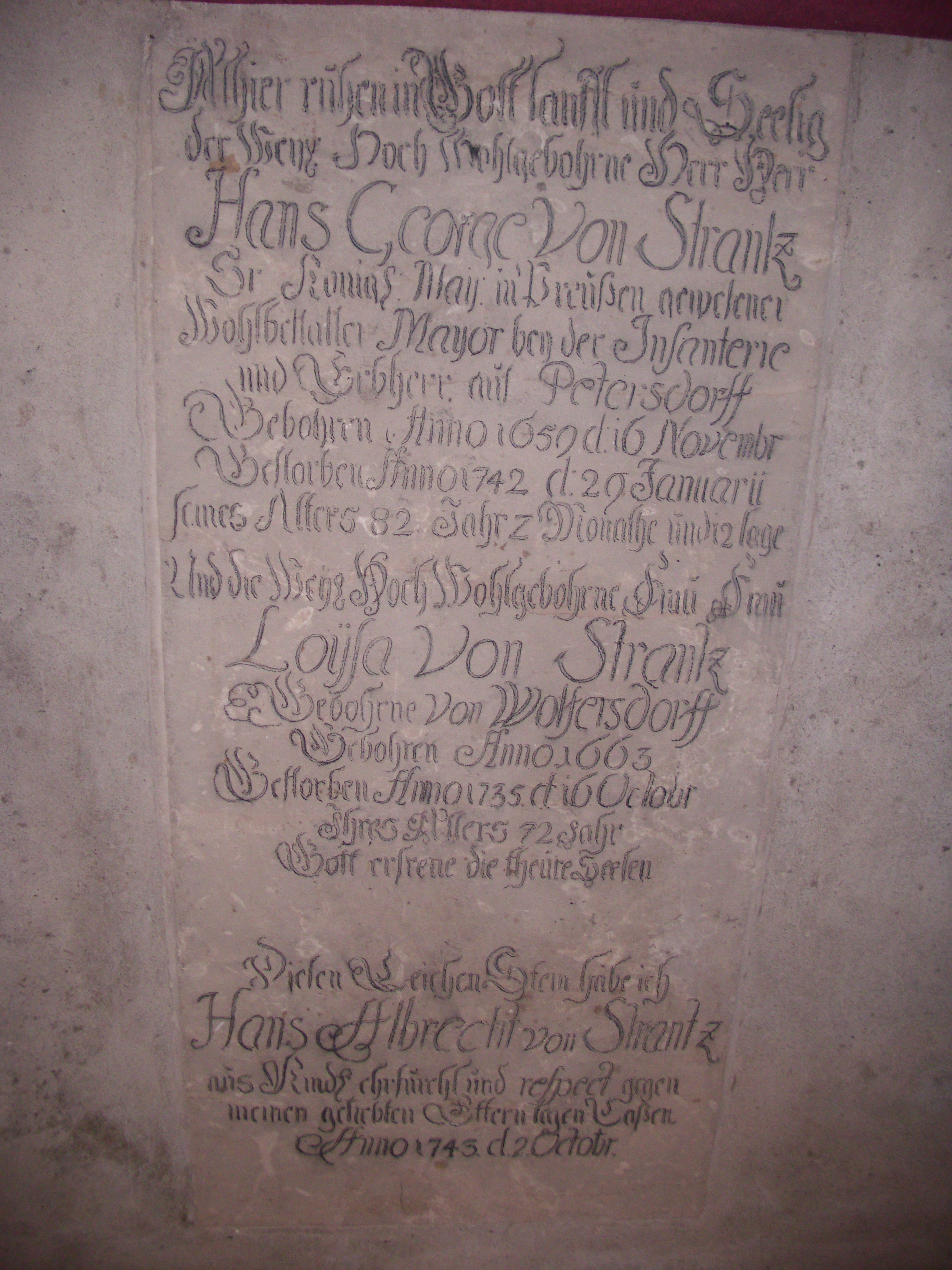
Grabplatte derer von Strantz

## Orgel

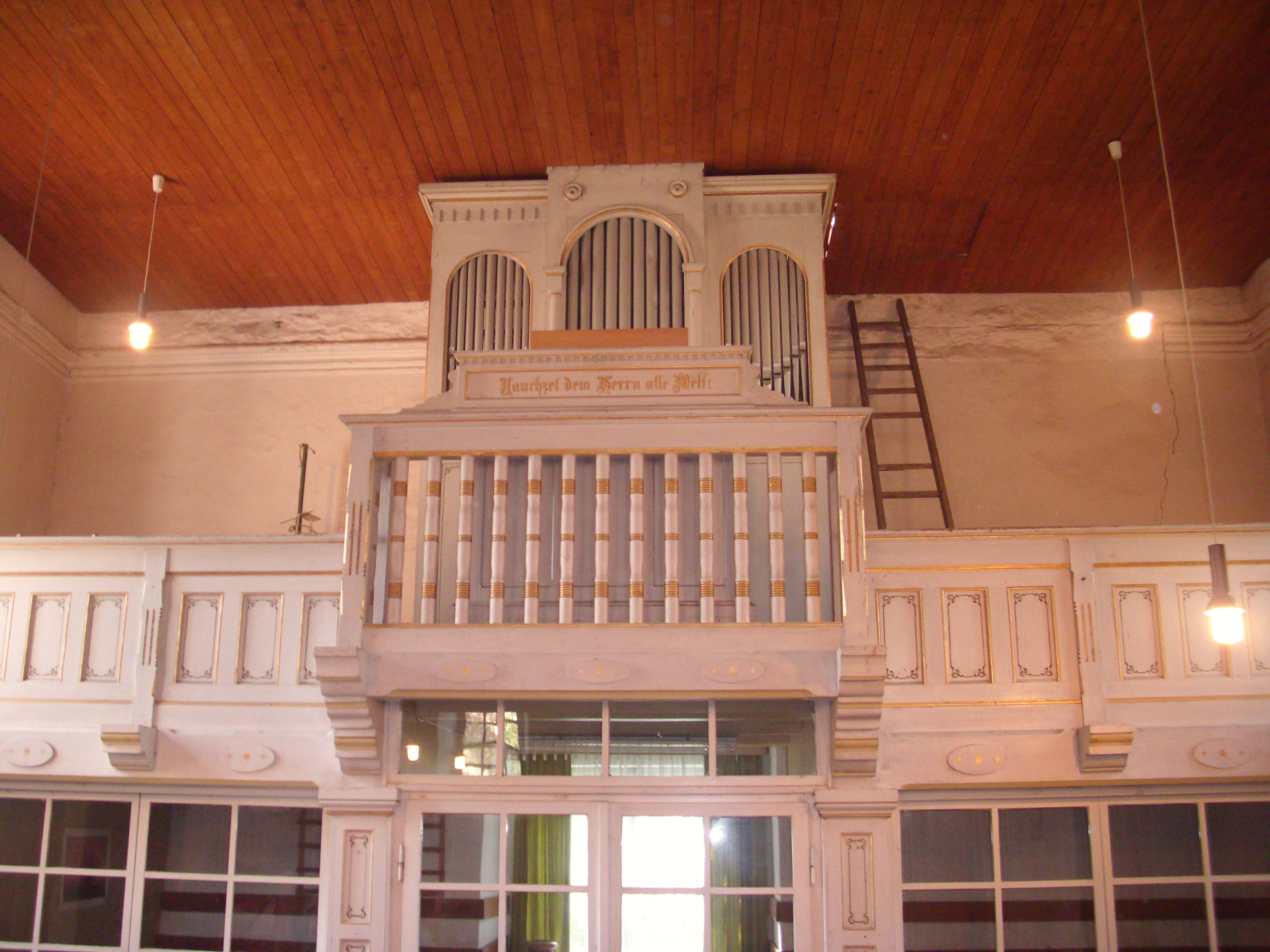
Heinze Orgel

Die Orgel gegenüber dem Altar ist als eine der wenigen erhaltenen Orgeln des Orgelbauers Friedrich Ernst Gustav Heinze aus Sorau, eine Rarität in Brandenburg. Ihr sanierungsbedürftiger Erhaltungszustand ist original von 1907. Die Orgel, Opus 13, hat eine pneumatische Traktur, deren erstes der beiden Manuale seit 1994 wieder spielbar ist.
Ausstattung: Pneumatische Kegelladen. Die im Ersten Weltkrieg, 1917, abgegebenen Prospektpfeifen wurden durch Zinkpfeifen ersetzt.
| I Manual C–f3 |    |
| Principal     | 8′ |
| Gedeckt       | 8′ |
| Oktave        | 4′ |

| II Manual C–f3 |    |
| Salicional     | 8′ |
| Portunal       | 8′ |

| Pedal C–d1 |     |
| Subbass    | 16′ |

- Koppeln: II/I, I/P, II/P
- Spielhilfen: Calcantenruf, Tutti, Windprobe

Da die Orgel unbespielbar war, setzte der Orgelbauer Christian Scheffler aus Sieversdorf das erste Manual instand.